# Frère Robert
Frère Robert (bürgerlich Robert Giscard) (* 1923 in Lyon, Frankreich; † 12. März 1993) war Arzt und einer der ersten sieben Brüder der Communauté de Taizé.

## Leben
Robert Giscard kam als Medizinstudent Ostern 1948 zum ersten Mal nach Taizé. Er beschloss nach seiner Rückkehr nach Paris, nach Abschluss seines Studiums der Gemeinschaft beizutreten, und legte am 17. April 1949 sein Profess ab. In den ersten Jahren des Bestehens der Communauté de Taizé praktizierte Giscard als Arzt in Taizé; später kümmerte er sich um die Kirchenmusik. Gemeinsam mit Jacques Berthier entwickelte er das Genre „Gesänge aus Taizé“. Sein Bruder Alain Giscard, Agrarwissenschaftler, trat als achter der Communauté de Taizé bei. Robert Giscard war ein Vetter des ehemaligen französischen Staatspräsidenten Valéry Giscard d’Estaing.
Robert Giscard starb 1993 nach einem fünfjährigen Krebsleiden.

## Bedeutung
Nachdem immer mehr Menschen unterschiedlichster Herkunft die Gottesdienste der Brüder besuchten, begünstigten Ostinatos das nationalitätenumspannende Gemeinschaftsgefühl. Die Soli über einem Ostinato konnten in allen Landessprachen gesungen werden und wurden zudem mit zusätzlichen Über- und Begleitstimmen klanglich erweitert. Die Musik aus Taizé wurde schlagartig bekannt, als sie 1955 und 1958 den Grand Prix de L’Academie Charles Cros für die Aufnahme eines Gottesdienstes erhielt.